# 地应力
地应力（英語：crustal stress）指存在于地球地壳中的应力，即由于岩石发生形变而引起的介质内部单位面积上的作用力。

## 测量方法
地应力的测量基本采用钻孔测量法。其中，钻孔测量法共分为两大类，即套钻孔应力解除测量法和水压致裂测量法。1970年，美国首先在油气田中将水压致裂法技术应用于地应力测量。该方法具有独特的优点，如测量深度可以达到地下数千米、资料整理不需要岩石弹性常数参与计算、操作简易、无需精密仪表、测试周期短等，这些优点是套钻孔解除测量法无法比拟的。尤其是在测深领域，套钻孔应力解除法的测深深度（500米左右）远不如水压致裂法（5000米以上）。水压致裂法测量地应力也经常出现在地震学领域中，如20世纪70年代末，中国便采用了这个方法开始对地壳应力进行了研究和实地测试。如果利用围压下岩石的凯泽效应也可以测定地应力。不过，由于随着深度的增加，岩石的凯泽效应的相对应力会接近甚至超过岩石的单轴抗压强度。此时，便无法再利用常规岩石凯泽效应测定地应力，而利用围压作用下岩石的凯泽效应便可测定深部地层的地应力。
除上述几种测量方法外，还可以使用刚性圆筒应力计、扁千斤顶法、声发射法等直接测量法对地应力进行测量。

## 用途
应力的定义为在连续介质力学里单位面积所承受的作用力，而地应力即指由于岩石发生形变而引起的介质内部单位面积上的作用力。对于地面和地下开挖工程，必须有初始原岩应力状态（绝对地应力）和开挖过程中和开挖后围岩应力的变化情况（相对地应力变化）的数据才能预测围岩应力的变化规律。构造应力场的研究工作是研究地震成因和地震预测预报的一个重要项目，而构造应力场的研究必须以地应力的实际观测资料为基础，否则只能停留在理论和实验推论上。除此之外，无论是实验室测试还是试井得出的结论，都表明地应力对煤层渗透性有显著影响。其中，影响方面包括构造作用、埋藏深度和煤岩类型，其中构造作用和埋藏深度占据了主导地位。